# 尤內卡 (北卡羅萊納州)
尤內卡（英語：Unaka）是位於美國北卡羅萊納州切羅基縣的非建制地區。

## 歷史
尤內卡的郵局於1890年設立，其後於1990年停運。

## 地理
尤內卡所處的海拔為高於海平面501米（即1644英呎），而該地所採用的時區為UTC-5，即北美东部时区（EST）。同時該地設有夏令時間，為UTC-5調快一小時，即UTC-4（EDT）。